# كتبوت

لوحة وِنسلو هومر في سبعينيات القرن التاسع عشر (ريح عادلة)

الكَتْبُوت هو مركب شراعي به شراع واحد على صاري واحد يوضع في القيدوم أي مقدم بدن القارب. تُجهّز معظمها بلوح مركزي وكثير منها يحتوي على عارضة. يُراوح طول الهيكل من 12 إلى 40 قدمًا وذو عرض نصف طول الهيكل عند خط الماء. وُجدت معظمها في الساحل الشرقي للولايات المتحدة الأمريكية من نيو جيرسي إلى مَساجُستِس.  :92

## المعرِض

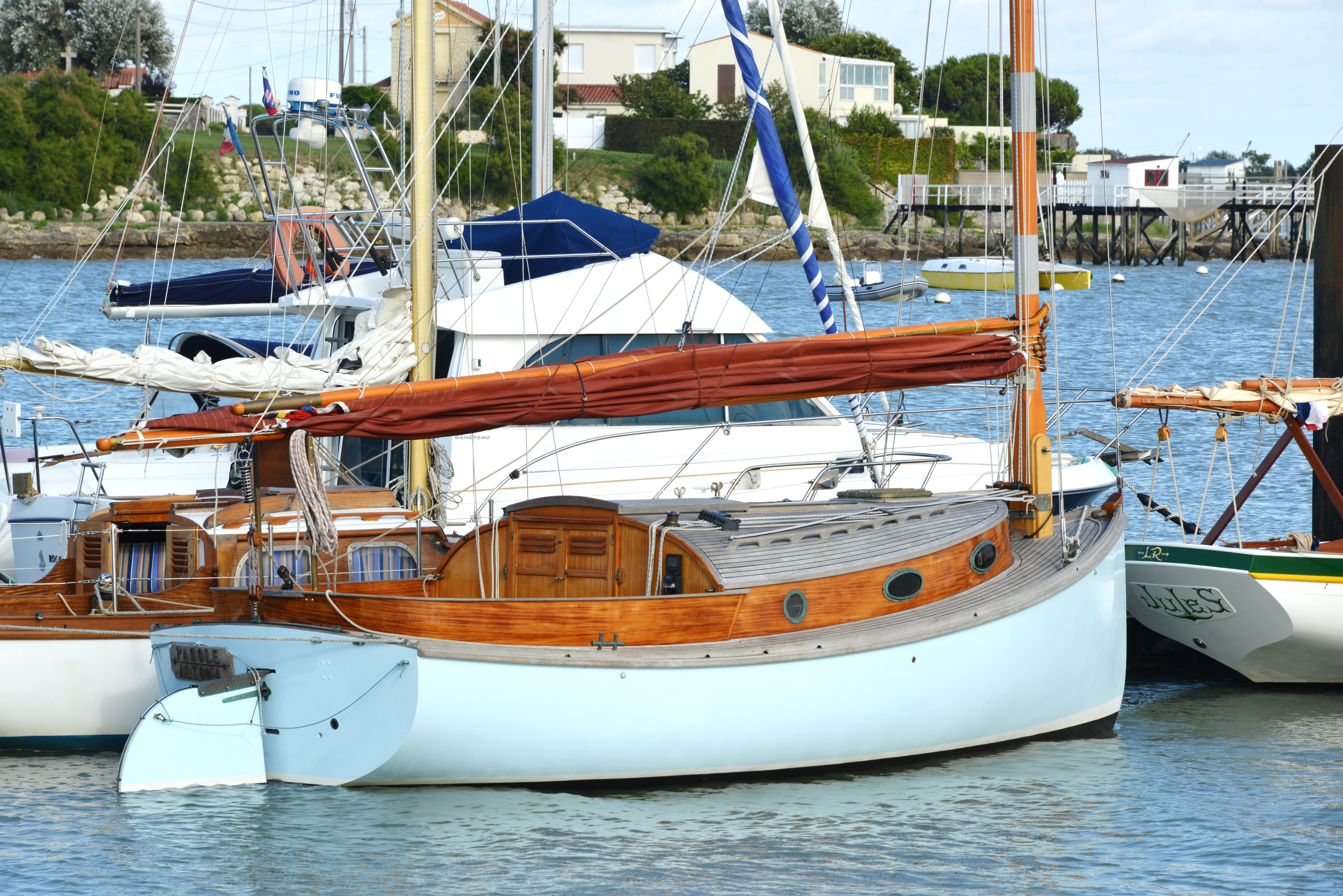
يُظهر القارب المبحر تصميم الدفة التقليدي وإقامة شدادة التي تدعم الصاري
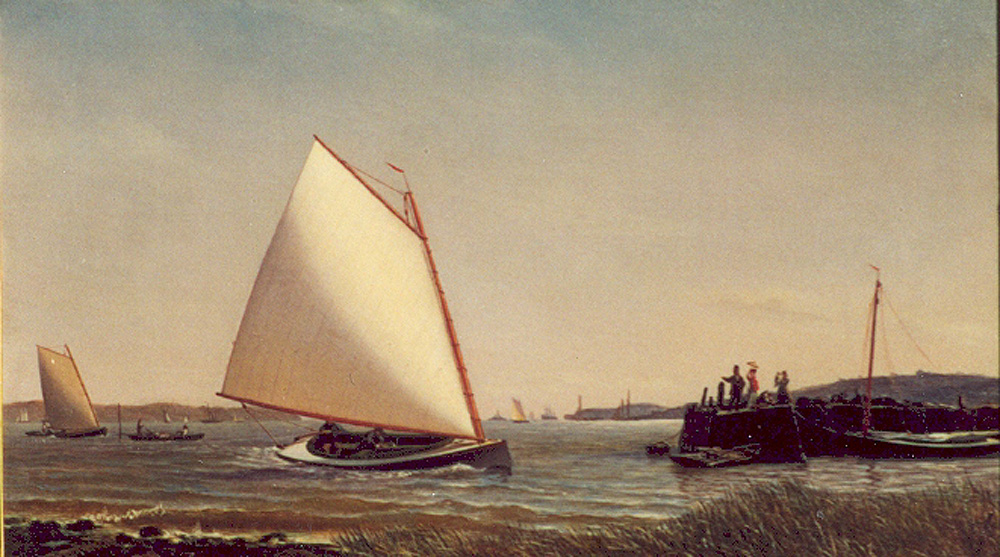
لوحة "القوارب بخليج أُيستر" (نحو 1865) بواسطة أرشيبَلد كاري سميث
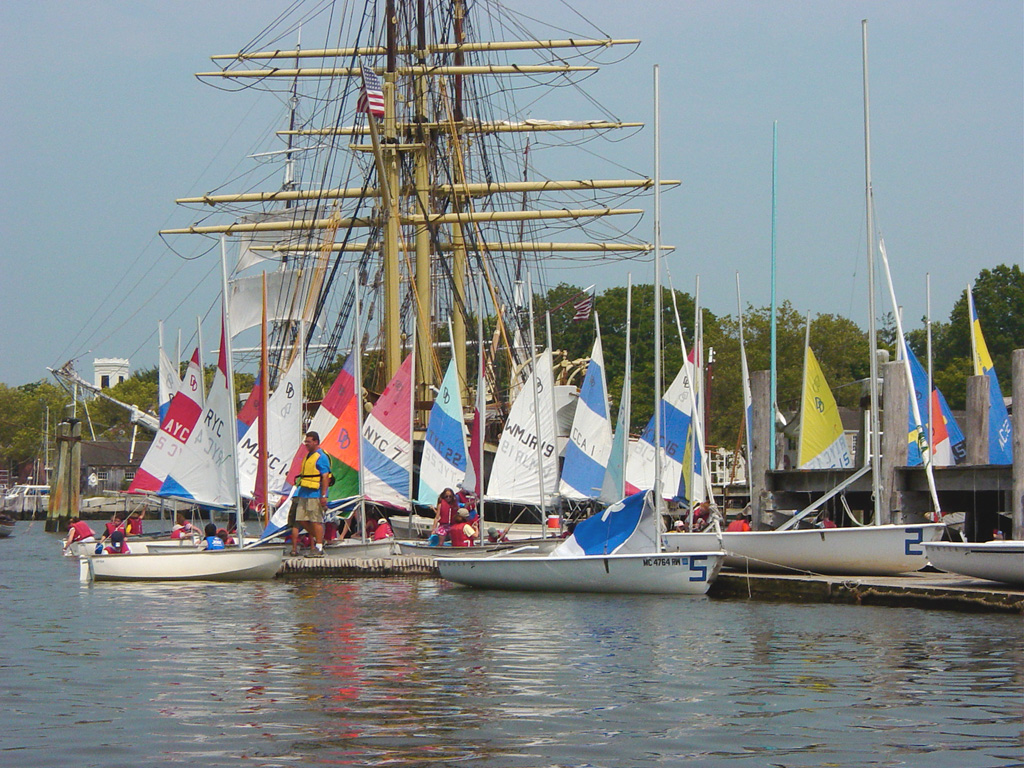
القوارب ذات منصة برمودا